# Glanerbrug-meteoriet

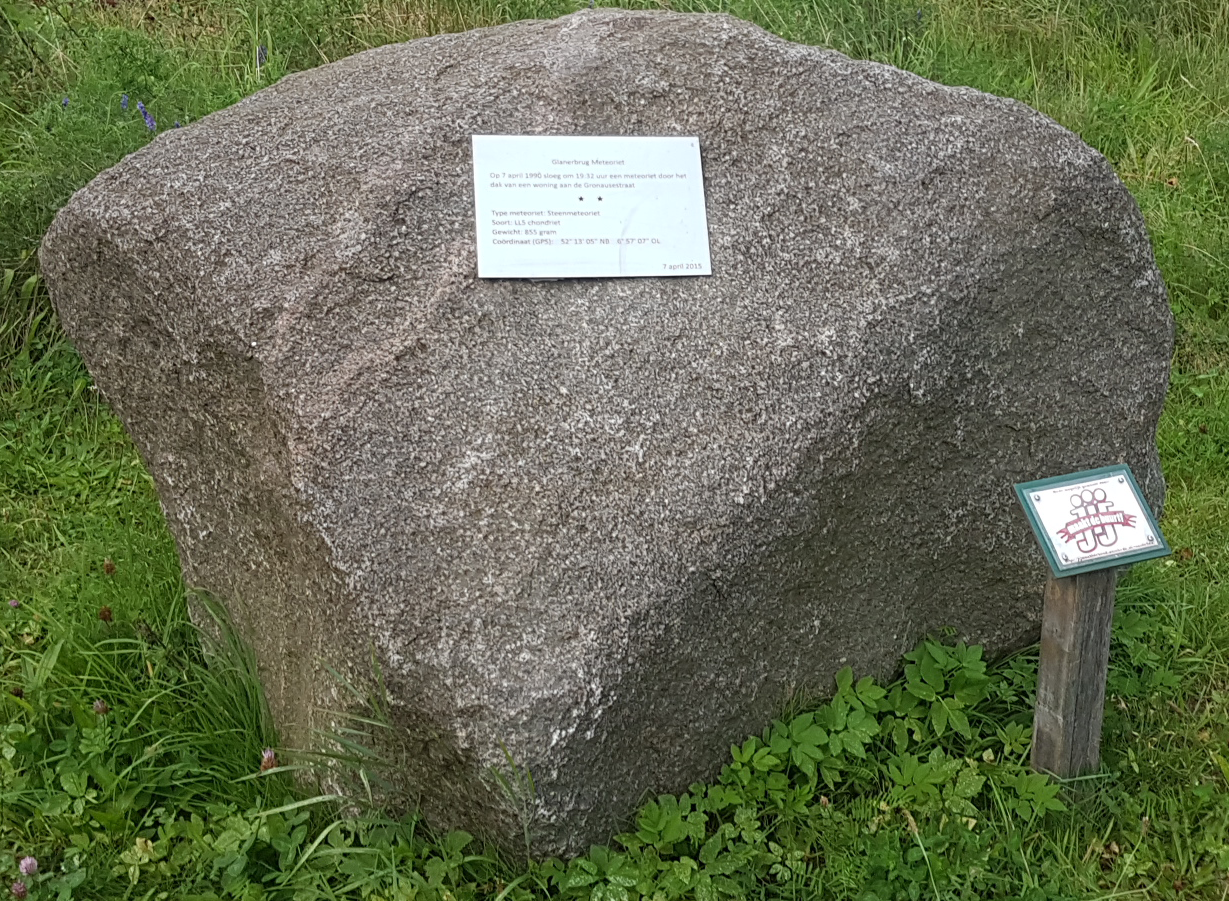
Zwerfkei met plaquette als markering van de plek van inslag van de Glanerbrug-meteoriet

De Glanerbrug-meteoriet is een meteoriet die op 7 april 1990 neerstortte in een woonhuis in het Twentse Glanerbrug.

## De inslag
Net na zonsondergang kwam om 19:32:38 uur de Glanerbrug-meteoriet naar beneden gevallen.
De vuurbol, net zo helder als de maan, werd door honderden mensen in Duitsland, Nederland en Denemarken waargenomen.
De meteoriet sloeg een gat in het dak van een huis aan de Gronausestraat bij Glanerbrug, en brak door de schok in kleine stukken, die op de vloer van de zolder vielen. Er was niemand thuis, maar de dag erna werden de restanten op zolder gevonden. Het huis werd in 2005 afgebroken. De plek van het huis werd in 2015 gemarkeerd door een grote zwerfkei met plaquette.

## Geen vandalisme
De familie uit het huis en de politie Twente dacht na de inslag eerst aan vandalisme of inbraak. Er is toen een onderzoek ingesteld en de stukjes van de meteoriet zijn meegenomen als bewijsmateriaal. Na onderzoek door de Universiteit Utrecht en het nationaal natuurhistorisch museum Naturalis in Leiden bleek al snel dat het om een meteoriet ging en niet om vandalisme. In de dagen na de val zijn een groot aantal ooggetuigen van de vuurbol bezocht. Uit metingen bij deze ooggetuigen kon een globale baan in het zonnestelsel voor de meteoriet berekend worden.

## De meteoriet
De meteoriet is een chondriet, een steenmeteoriet. Het is een breccia, een mix van LL- en L-type chondrietmateriaal.

### Basisgegevens
- Type: chondriet (OC), subtype LL4-6.[3]
- Massa: 855 gram
- Grootste fragment: 135 gram

### Baan
Globale baan van de meteoriet:
- perihelium afstand: 0,91 AE
- aphelium afstand: 3,5 AE
- halve lange as baan: 2,22 AE
- eccentriciteit van de baan: 0,59
- inclinatie van de baan: 23 graden
- knoop van de baan: 17,816 graden
- periheliumhoek: 240 graden